# Pygostolus tibetensis
Pygostolus tibetensis är en stekelart som beskrevs av Chen och Van Achterberg 1997. Pygostolus tibetensis ingår i släktet Pygostolus och familjen bracksteklar. Inga underarter finns listade i Catalogue of Life.